# Сухая Иржа
Сухая Иржа — река в России, протекает в Дивеевском и Ардатовском районах Нижегородской области. Устье реки находится в 32 км по правому берегу реки Иржа. Длина реки составляет 18 км, площадь бассейна — 122 км².
Исток реки южнее села Стуклово в 21 км к северо-востоку от Дивеева. Верхнее и среднее течение лежат в Дивеевском районе, нижнее — в Ардатовском. Река течёт на северо-запад, протекает сёла Стуклово, Березино, Конново и деревню Силино (все — Ивановский сельсовет Дивеевского района). Впадает в Иржу у села Кологреево.

## Данные водного реестра
По данным государственного водного реестра России относится к Окскому бассейновому округу, водохозяйственный участок реки — Тёша от истока и до устья, речной подбассейн реки — Бассейны притоков Оки от Мокши до впадения в Волгу. Речной бассейн реки — Ока.
По данным геоинформационной системы водохозяйственного районирования территории РФ, подготовленной Федеральным агентством водных ресурсов:
- Код водного объекта в государственном водном реестре — 09010300212110000030557
- Код по гидрологической изученности (ГИ) — 110003055
- Код бассейна — 09.01.03.002
- Номер тома по ГИ — 10
- Выпуск по ГИ — 0